# Дови, Жон
Жон Дови́ (фр. John Dovi; 2 января 1973, Сен-Морис-ле-Жирар) — французский боксёр полутяжёлой весовой категории, выступал за сборную Франции в конце 1990-х — середине 2000-х годов. Участник летних Олимпийских игр в Сиднее, обладатель серебряной и бронзовой медалей чемпионата мира, вице-чемпион Европы, бронзовый призёр чемпионата Европейского Союза, победитель многих международных турниров и национальных первенств.

## Биография
Жон Дови родился 2 января 1973 года в коммуне Сен-Морис-ле-Жирар, департамент Вандея. Активно заниматься боксом начал уже в раннем детстве, проходил подготовку в спортивном клубе «Ольне-су-Буа». На международной арене дебютировал в 1998 году, когда побывал на Играх доброй воли в Нью-Йорке — прошёл в четвертьфинал, где со счётом 3:5 уступил россиянину Евгению Макаренко. Год спустя стал чемпионом Франции в полутяжёлом весе (впоследствии повторил это достижение ещё шесть раз подряд) и съездил на чемпионат мира в Хьюстон, откуда привёз медаль серебряного достоинства (в финале не смог одолеть американца Майкла Симмса). Благодаря череде удачных выступлений удостоился права защищать честь страны на летних Олимпийских играх 2000 года в Сиднее, сумел пробиться здесь в четвертьфинал после чего со счётом 11:13 потерпел поражение от титулованного российского боксёра Александра Лебзяка.
В 2001 году Дови взял бронзу на чемпионате мира в Белфасте — в полуфинальной стадии вновь встретился с Макаренко и вновь проиграл ему (10:25). В следующем сезоне получил серебряную награду на европейском первенстве в Перми, в решающем матче уступив Михаилу Гала из России. Ещё через год добыл бронзу на впервые проведённом чемпионате Европейского Союза в Страсбурге — в четвертьфинале взял верх над знаменитым итальянцем Клементе Руссо, но затем был выбит из борьбы ирландцем Кеннетом Иганом. Последний раз Жон Дови выходил на ринг в качестве действующего боксёра в 2005 году, когда участвовал в зачёте чемпионата мира в Мяньяне — турнир завершился для него неудачно, уже в предварительном раунде проигрыш россиянину Егору Мехонцеву. Вскоре после этих соревнований француз объявил об окончании спортивной карьеры.